# Berry's
《Berry's》是Sphere於2013年6月28日發售的戀愛冒險類型成人遊戲。

## 角色

### 主要角色
寶交早生
本作的男主角，來到家庭餐廳「Berry's」打工的學生。
森久保由那（聲優：遥空）
身高：159cm，三圍：B81/W58/H83，生日：5月13日，血型：B型
Berry's創立人的孫女，為了學習社會經驗而被家人強迫來到店內打工。
牧之澤惠那
身高：160cm，三圍：B86/W58/H84，生日：9月23日，血型：AB型
來Berry's打工的學生，早生的學妹，與佐藤姊妹是同學。
佐藤春姬（聲優：桐谷華）
身高：151cm，三圍：B79/W56/H81，生日：7月7日，血型：B型
比早生更早來Berry's打工的學生，與夏姬是雙胞胎姊妹。
佐藤夏姬（聲優：渡邊涼子）
身高：151cm，三圍：B79/W56/H81，生日：7月7日，血型：B型
比早生更早來Berry's打工的學生。
伊豆野踊子（聲優：天乃有津梅）
身高：158cm，三圍：B84/W58/H86，生日：9月29日，血型：O型
比早生更早來此打工的學生，與早生同年級但就讀不同學校。
寶交祐佳（聲優：三代真子）
身高：152cm，三圍：B83/W56/H82，生日：2月24日，血型：O型
早生的妹妹，原本是Berry's的常客，在得知哥哥在此打工後不久也跟來一起打工。

### 其他角色
井筒綾
Berry's的前輩，領導打工的員工們。
辰巳若葉（聲優：嶋田夏海）
比早生更早來此打工的學生，早生的學妹。
束原薫乃
Berry's的前輩。
五夢有葉
Berry's的前輩。
麻生三月（聲優：奏雨）
Berry's的前輩。
杜松忍（聲優：響玲二）
Berry's的經理。
三村章吾（聲優：望木庵中）
Berry's的前輩，主要負責廚房工作。

## 主題曲
片頭曲「Welcome☆Berry's」
作詞、主唱：Duca，作曲、編曲：ANZIE
片尾曲
作詞、主唱：Duca，作曲、編曲：ANZIE

## 評價
《Berry's》在日本美少女游戏与动画相关商品销售网站Getchu.com的2013年6月销量榜上排名第2名；上半年排名第25名；全年排名第37名。

## 外部連結
- 官方網站（页面存档备份，存于）（日語）